# Alfred Matusche
Pour les articles homonymes, voir Matusche.
Alfred Matusche, né le 8 octobre 1909 à Leipzig (royaume de Saxe) et mort le 31 juillet 1973 à Karl-Marx-Stadt (Allemagne de l'Est), est un dramaturge allemand.

## Œuvre
- Welche, von den Frauen?, 1952/1953
- Die Dorfstraße, 1955
- Nacktes Gras, 1958
- Die gleiche Strecke, 1960/1961
- Die feurige Stadt, 1960
- Unrast, 1961 (pièce radiophonique), direction : Wolfgang Schonendorf
- Der Ausreißer, 1963
- Der Regenwettermann, 1963/1965
- Die Andere, 1965
- Die Nacht der Linden, 1965
- Das Lied meines Weges, 1967
- Kap der Unruhe, 1968
- Prognose (Neue Häuser), 1971
- An beiden Ufern, 1971
- Van Gogh, 1973